# Ендрю Мітчелл
Ендрю Джон Бауер Мітчелл (англ. Andrew John Bower Mitchell; нар. 23 березня 1956, Лондон, Англія) — британський політик-консерватор. Член Палати громад з 1987 по 1997 і з 2001 року. З 2010 по 2012 був міністром з питань міжнародного розвитку в уряді Девіда Кемерона. Він закінчив Кембриджський університет.